# Alfa Romeo Tipo A
L'Alfa Romeo Tipo A, également dénommée Alfa Romeo 12C-3500, est une automobile sportive développée en 1931 par le constructeur automobile italien Alfa Romeo. Présente en Grand Prix en même temps que l'Alfa Romeo 8C 2300, elle succède à l'Alfa Romeo P2 sans succès.

## Historique
Première monoplace d'Alfa Romeo, la voiture est dotée de deux moteurs d'Alfa Romeo 6C 1750 montés en parallèlement en position longitudinale avant avec leurs boîtes de vitesses. Le groupe d'une cylindrée totale de 3,5 l développe 230 ch (172 kW) et permet à la voiture d'atteindre la vitesse de pointe de 240 km/h.
Le meilleur résultat de la voiture est une victoire obtenue à la Coppa Acerbo 1931 par Giuseppe Campari associée à une troisième obtenue par Tazio Nuvolari. Luigi Arcangeli, pilote officiel pour Alfa Corse se tue lors des essais du Grand Prix d'Italie 1931, sur la Tipo A, laissant à Nuvolari et Borzacchini le volant de l'autre Tipo A. Trop complexe et manquant de fiabilité, la voiture abandonne rapidement. Vittorio Jano, entreprend de construire une nouvelle voiture, la Tipo B, ou P3.
Sur les quatre exemplaires construits à l'époque, aucun n'a survécu. Une réplique est exposée au musée Alfa Romeo d'Arese.